# Palatul Comisiei Europene a Dunării de la Sulina
Palatul Comisiei Europene a Dunării este un monument istoric situat pe Strada I din orașul Sulina, România. Palatul a fost sediul Comisiunii Europene a Dunării până în anul 1921, intrând apoi în administrarea statului român. Clădirea este acum sediul Secției Căi Navigabile Sulina din cadrul Administrației Fluviale a Dunării de Jos.

## Istoric
Construcția palatului a fost demarată de Comisiunea Europeană a Dunării în anul 1860 și s-a încheiat în 1868. Scopul ridicării clădirii era de a găzdui membrii Comisiei precum și activitatea Secretariatului General al acesteia. De-a lungul timpului, palatul a avut parte de mai multe renovări.
În 1917, în timpul Primului Război Mondial, palatul a fost grav afectat de bombardamentele armatei germane. După război clădirea a fost refăcută și a continuat să fie administrată de Comisia Dunării până în 1921, când a intrat în patrimoniul statului român. Ea a fost reproiectată între anii 1922 – 1923, când a fost reconstruită pe o fundație de piatră și cu ziduri din cărămidă și cuprindea un subsol, o mansardă și două etaje.
Între anii 1941 și 1944, aici a funcționat Comandamentul militar German. În timpul celui de-al Doilea Război Mondial, imobilul a fost incendiat, rămânând doar pereții din cărămidă. Clădirea a suferit în timp, recompartimentări interioare nesemnificative. Imaginile vechi sugerează prezenta unor acrotere la extremitățile frontonului principal, dispărute de mult timp.
Din 1948, fostul palatul al Comisiei Europene a Dunării a devenit sediul filialei Sulina a Administrației Fluviale a Dunării de Jos.

## Galerie de imagini

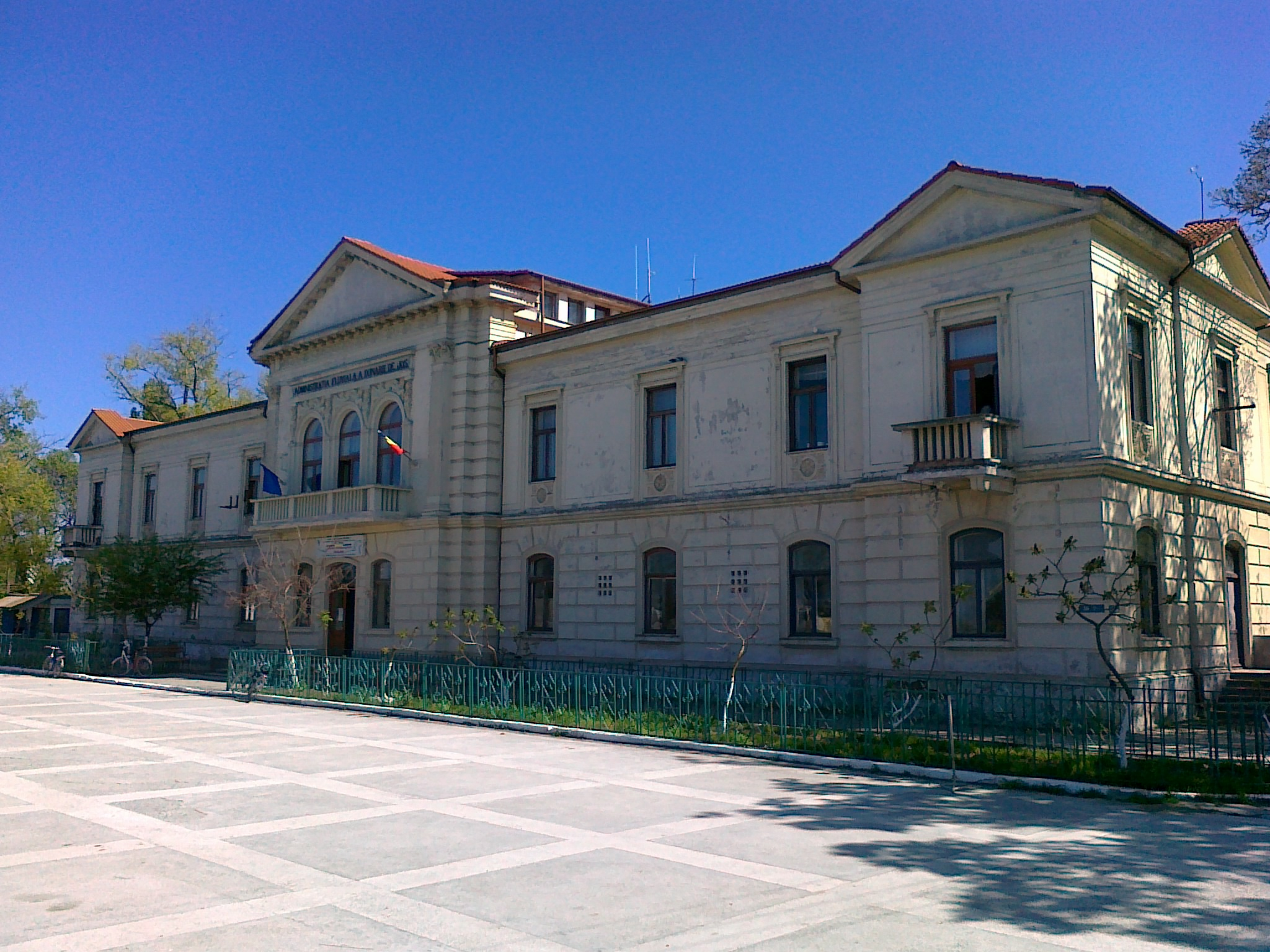
Vedere frontală a palatului.
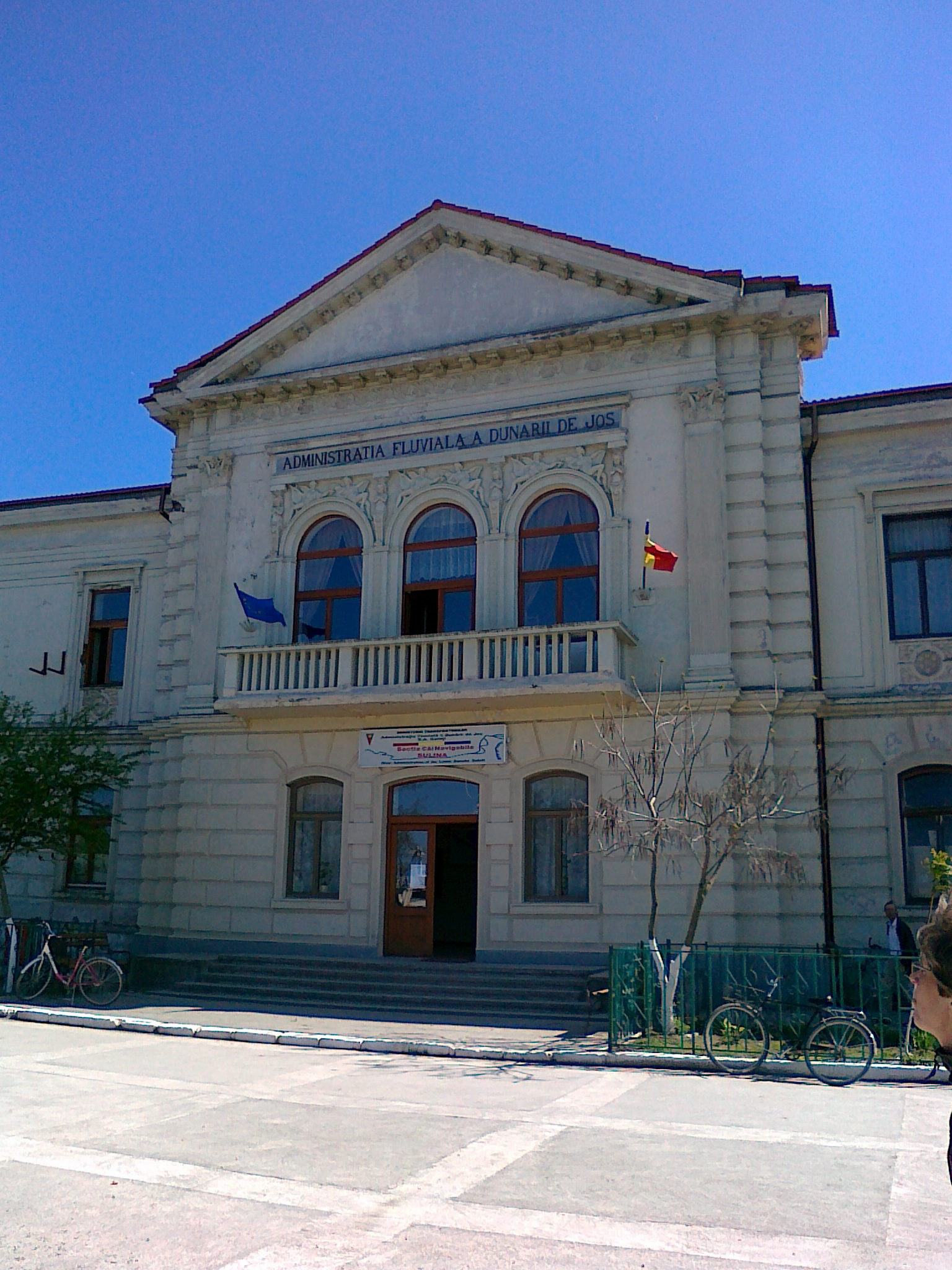
Intrarea în palat.